# Scytalopus gonzagai
El churrín bahiano o tapaculo de Bahía (Scytalopus gonzagai), es una especie de ave paseriforme perteneciente al numeroso género Scytalopus, de la familia Rhinocryptidae. Es endémico de las selvas serranas del sur de Bahía, Brasil.

## Distribución y hábitat
Es endémica del sureste de Brasil, en el estado de Bahía. Esta especie se conoce en 3 municipios y solo 5 localidades distribuidas en 2 cadenas montañosas, una en las laderas orientales del Planalto da Conquista, entre los municipios de Boa Nova e Iguaí, y otra en la Serra das Lontras, en el municipio de Arataca a alrededor de 100 km al sureste de la anterior y a 37 km del litoral marino.
Habita principalmente en bosques montanos imperturbados, en altitudes que van desde 660 hasta los 1140 m s. n. m., con árboles entre 15 a 25 m de altura. Sin embargo, el territorio de algunos individuos incluyó crecimientos secundarios o bosque perturbado, con canopia de 8 a 15 m de altura. Los sectores específicos donde se encontraron las aves fueron áreas húmedas y sombrías con quebradas de vegetación densa, con enmarañados de bambú Chusquea o Merostachys, este último proporcionando la principal cobertura vegetal.

## Sistemática

### Descripción original
Esta especie fue descrita originalmente en el año 2014 por los ornitólogos brasileños Giovanni Nachtigall Maurício, Ricardo Belmonte-Lopes, José Fernando Pacheco, Luís Fábio Silveira, Marcos Ricardo Bornschein y estadounidense Bret M. Whitney. La localidad tipo es «Serra do Rio Preto (14°37′49′′S, 40°11′36′′W; 1,110 m s.n.m.), municipalidad de Iguaí, Bahía, Brasil».

### Taxonomía
Anteriormente se conocía desde principios del año 1990 que una población aislada de Scytalopus (la que era atribuida a Scytalopus speluncae) habitaba en las montañas del sudoriente del estado de Bahía, Brasil. En 1999, una segunda población aislada fue descubierta. Sobre la base de la morfología, análisis bioacústicos y un estudio filogenético, se concluyó que ambas pertenecían a una especie aún no descrita.
La nueva especie descita ha sido reconocida por el South American Classification Committee (SACC) mediante la aprobación de la Propuesta N° 643 y por el Comité Brasileño de Registros Ornitológicos (CBRO).

## Características
Scytalopus gonzagai es inequívocamente distinguible de sus parientes más cercanos por 4 conjuntos de rasgos, los cuales utilizados por separado o en combinación, permiten distinguirla de sus linajes hermanos con un 100 % de certeza. Estos medios son:
1. a partir de sus proporciones corporales morfométricas,
2. en base al patrón cromático de su plumaje,
3. por intermedio de sus vocalizaciones,
4. utilizando un análisis genético.

## Estado de conservación
La especie ha sido calificada como «en peligro de extinción» por la Unión Internacional para la Conservación de la Naturaleza (UICN). Los autores de la descripción detallan que el área total ocupada por la especie fue estimada en tan sólo 5885 ha. En esta limitada geonemia su densidad calculada es de 0,49 individuos por cada hectárea, lo que implica que la población total proyectada de la especie se compone de 2883 ejemplares.
Los remanentes forestales donde habita están bajo una fuerte presión de extracción clandestina de madera, e incluso la amenaza de su total deforestación. Teniendo en cuenta los criterios definidos por la UICN, los autores recomendaron que, en la Lista Roja elaborada por esta entidad, este taxón sea categorizado como “en peligro de extinción”.